# Link building
La link building è una tecnica dell'ottimizzazione per i motori di ricerca (SEO - Search engine optimization ) volta a incrementare il numero e la qualità dei link in ingresso verso un sito web. La link building contribuisce, con modalità che ad oggi non sono perfettamente chiare, sia ad aumentare il "valore" di un dominio che, eventualmente, il posizionamento su Google di alcune pagine di quel dominio. In genere la tecnica consiste nel produrre contenuti di ottima qualità per fare in modo che altri siti/portali ci "linkino", facendo in modo che Google interpreti questo come un "segnale" di autorevolezza. Lo scopo di questa pratica, in altri termini, è quello di incrementare la popolarità del sito in questione, a volte per conferire maggiore autorevolezza alla fonte, altre per motivi prettamente commerciali. La varietà di strategie che si possono applicare per realizzarla vanno dall'iscrizione su forum tematici con il sito (allo scopo di linkarlo alla prima occasione) fino alla distribuzione di articoli targetizzati su una o più parole chiave, allo scopo di valorizzare l'utilità (vera o presunta) di certe pagine del sito stesso (ad esempio un articolo che parla dei migliori lettori MP3 e linka un sito di comparazione prezzi).
Un tempo Google dava molto valore al numero di questi link, tanto che anche un sito scadente poteva posizionarsi molto bene su Google se aveva un buon numero di link in ingresso. Oggigiorno, per quanto persistano nelle prime posizioni di Google alcuni siti scadenti, le cose sono leggermente cambiate: il motore di ricerca non valuta solamente il numero dei link, ma tiene conto della loro provenienza, della loro qualità, della loro natura e quasi certamente di molti altri aspetti non noti agli utenti comuni. Motivo per cui la link building, al giorno d'oggi, deve essere sempre contestualizzata e relazionata alla nicchia di riferimento. In questo ambito, è fondamentale comprendere l'importanza del testo utilizzato per linkare la pagina: la cosiddetta anchor text è, in qualche modo, "orientativa" sia per l'utente che per Google, ed aiuta a comprendere l'uso e la natura del backlink stesso. Un'anchor text sulla falsariga di "migliori prodotti", ad esempio, può effettivamente orientare all'acquisto dei migliori prodotti di un determinato settore.
I link provenienti da siti web affidabili continuano ad essere un indicatore di valore per Google, mentre quelli costruiti ad hoc per permettere un miglior posizionamento sono spesso considerati negativamente, e possono portare a una penalizzazione manuale: non solo il sito non migliora la propria posizione su Google, ma probabilmente la vedrà peggiorare oppure verrà ignorato. All'aumentare del Domain Rating (DR) aumenta anche la possibilità di farsi trovare dai motori di ricerca, per questo motivo è importante ottenere link da siti web autorevoli e ben posizionati su Google.
In termini pratici, la link building (cioè la "costruzione" di link) più sicura è quella che avviene in modo naturale (link earning, cioè "guadagno" di link), cioè senza l'intervento diretto del webmaster e senza alcun genere di forzature: è il caso, ad esempio, della citazione di fonti. In genere, comunque, non è sempre agevole distinguere la link building dalla link earning, tanto che - in molti casi di successo - le strategie meglio pianificate (e le più abili) sono in grado, nel tempo, di far passare la prima per la seconda. Per dare link building è importante fare un'analisi dei link in entrata verso i competitor della propria nicchia di riferimento, attraverso l'uso di specifici programmi per l'online marketing.
Va sottolineato che qualsiasi tecnica di Link Building viola le linee guida di Google. Detto questo ancora oggi sembra una tecnica SEO molto utilizzata e fondamentale per settori in alta competitività.

## Tipi di link

### Link editoriali
Sono ottenuti dall'ordinaria attività editoriale da parte di altri siti: il caso tipico è un quotidiano che linka un sito come fonte, facendogli così guadagnare in modo naturale (senza alcuna esplicita richiesta in tal senso) un link. Per quanto si tratti di una tecnica "pulita" che rientra nel cosiddetto link earning, sono moltissimi i casi in cui questi link vengono semplicemente acquistati dalle testate.

### Link a risorse
Altro caso di backlink acquisito in modo naturale: consiste nell'aggiunta di un link da parte di un sito che cita, nello specifico, un tool gratuito, una FAQ oppure un contenuto particolarmente valido. Generalmente vengono molto ben considerati da Google, anche se sono abbastanza difficili da ottenere: non tutti i siti sono nelle condizioni di farlo.

### Vendita di link
Pratica popolare nei primi anni 2000, ora fortemente sconsigliata. È formalmente vietata da Google per la manipolazione dei propri indici.

#### Link reciproci  (tecnica obsoleta)
Quando i webmaster di due o più siti diversi si accordano a creare "backlinks" in modo da collegare i rispettivi siti in modo reciproco. Questa pratica può essere utile solo se la reciprocità è effettivamente utile all'utente, in quanto i contenuti collegati sono effettivamente complementari e rendono migliore l'esperienza dell'utente finale.

#### Link nella firma dello user nei forum  (tecnica obsoleta)
Si tratta della tecnica che consiste nell'inserire un link nella firma del proprio user nei forum. Negli anni è stata abusata a vari livelli, ed ecco perché oggi i link ottenuti sono spesso rel="nofollow" oppure rel="ugc".

#### Link dai commenti di un blog (tecnica obsoleta)
Solitamente rel="nofollow" oppure, dopo l'update dell'attributo nofollow da parte di Google, anche targati con rel="ugc", un'evoluzione del rel="nofollow" che indica i contenuti generati dagli utenti.
Questi backlinks possono essere utili solo quando sono effettivamente utili all'utente interessato all'articolo.
Negli anni il comment posting è stato oggetto di spam in diverse occasioni, e questo ha fatto perdere a questa tecnica molto del suo potenziale in termini di link, ed ha portato molti siti ad aggiungere il rel="nofollow" ai commenti, o anche ad eliminarli dai siti.
Esiste inoltre un altro attributo per il link ovvero il rel="sponsored" che identifica i link che non stati stati guadagnati in modo naturale ma che sono stati acquistati. È importante attribuire ai link questo parametro per evitare possibili penalizzazioni da parte dell'algoritmo di Google.

#### Directory link o link da directory (tecnica obsoleta)
Le web-directories sono liste di siti che popolavano gli albori del web. Oggi poche sono le directories che apportano un effettivo beneficio, sia a livello di SEO che a livello di traffico valido.

### Image linking
Questa tecnica è nota anche come hotlinking, in alcuni casi.

### Guest blog
Tecnica con la quale si scrive un post, pertinente ad un certo argomento, e lo si pubblica su un sito che accetta Guest Posting. Seguendo le linee guida di "guest posting" l'autore può inserire da uno a più backlinks (solitamente fino a tre), che rimandano il lettore ai siti che si vogliono mettere in risalto. Si raccomanda il "guest author" a collegare solo pagine che siano effettivamente inerenti all'argomento trattato.

## Black hat link building
Nelle prime incarnazioni, quando l'algoritmo di Google si basava sui link in entrata come indicatore del successo del sito web, i SEO Black Hat manipolavano le classifiche dei siti web creando schemi di link building, come la creazione di siti web sussidiari per inviare link a un sito web principale. Con un'abbondanza di collegamenti in entrata, il sito Web principale ha superato molti siti affidabili. Tuttavia, i conflitti di essere svalutati dai principali motori di ricerca durante la creazione di collegamenti potrebbero essere causati dai proprietari di siti Web che utilizzano altre strategie black hat. La costruzione di link black hat si riferisce esplicitamente al processo di acquisizione del maggior numero di link possibile con il minimo sforzo.
L'algoritmo Penguin è stato creato per eliminare questo tipo di abuso. A quel tempo Google ha chiarito la sua definizione di collegamento "cattivo" (bad): "Qualsiasi collegamento destinato a manipolare il posizionamento di un sito nei risultati di ricerca di Google può essere considerato parte di uno schema di collegamento".
Con Penguin non è stata la quantità di link a migliorare il sito, ma la qualità. Da allor, il team di spam web di Google ha tentato di impedire la manipolazione dei risultati di ricerca attraverso la creazione di link. I principali marchi tra cui JC Penney, BMW, Forbes, Overstock.com e molti altri hanno ricevuto gravi sanzioni per le loro classifiche di ricerca per aver utilizzato tattiche di link building di spam e non user-friendly. 
Il 5 ottobre 2014 Google ha lanciato un nuovo aggiornamento dell'algoritmo Penguin 3.0 per penalizzare quei siti che utilizzano tattiche di link building black hat per creare link innaturali per manipolare i motori di ricerca. L'aggiornamento ha interessato lo 0,3% di query in lingua inglese in tutto il mondo. 
La SEO black hat potrebbe anche essere definita Spamdexing, che utilizza altre strategie SEO nere e tattiche di link building. Alcune strategie di costruzione di link black hat includono l'ottenimento di link non qualificati e la partecipazione a Link farm, schemi di link e pagine Doorway. "Black Hat SEO" può anche riferirsi a "SEO negativo", la pratica di danneggiare deliberatamente le prestazioni di un altro sito web.

## Analisi dei Backlink
Per il Backlink audit, viene considerato il profilo dei backlink del sito di riferimento in relazione ai competitor con i quali il sito stesso si misura nelle SERP, in modo da avere un quadro generale maggiormente interpretabile. Il primo aspetto che viene valutato nell'indagine è il valore di Trust Flow e Citation Flow, due metriche fornite dal tool di Majestic, una delle suite più utilizzate per le analisi di link a livello globale. Grazie allo studio di queste metriche, si riesce ad avere un quadro generale del profilo di backlink di un sito, aiutando i motori di ricerca a categorizzare in modo corretto un portale. 

### Trust Flow
Il Trust Flow misura la dimensione qualitativa del profilo di link di un sito.

### Citation Flow
Il Citation Flow misura invece la dimensione quantitativa del profilo di link di un sito. 
Altra suite fondamentale per l'analisi dei profili offsite è Ahrefs, la cui metrica DR (Domain Rating) è universalmente riconosciuta come una delle più affidabili per l'attività di link building. 

### Domain Rating
Il Domain Rating è un punteggio fornito da Ahrefs sull'autorità di un dominio, dato dall'insieme di quantità e qualità dei backlink esterni verso il sito web in questione. Maggiore è il DR, maggiore sarà l'autorità del dominio.

A questi tool si aggiunge SEOZoom, che calcola la Zoom Authority e il volume di traffico mensile di un sito.

### Zoom Authority
La Zoom Authority è una metrica che analizza lo stato di salute di un sito web e il suo rendimento nelle ricerche su Google.  

### Volumi di traffico
Il tool di SEOZoom è in grado di calcolare anche il valore relativo (e non assoluto) di traffico mensile di un sito web, che permette di osservare una crescita o un calo delle performance del sito su Google nel corso del tempo.    
Oltre a queste metriche molto importanti, ci sono altri aspetti da considerare per valutare la qualità del profilo di backlink di un sito web. Nello specifico, è opportuno verificare:  
- il numero totale di backlink presenti;
- le fonti che sono collegate ai backlink;
- gli anchor text dei backlink;
- la percentuale di link dofollow e nofollow su tutti i backlink rilevati;
- i title delle pagine delle risorse linkate;
- il ritmo di crescita nel tempo dei backlink presenti.

## Anchor text
Come detto prima, l'anchor text è il testo visibile sui link o hyperlink utili a fornire informazioni agli utenti o ai motori di ricerca sul testo di atterraggio. L'anchor text:
1. deve essere un testo breve e conciso;
2. deve fornire un'idea di base sull'argomento della pagina collegata;
3. deve riportare ad altre pagine solo se necessario all'utente per la sua ricerca.